# ويليام جي. ويست
ويليام جي. ويست هو محامي وسياسي كندي، ولد في 20 ديسمبر 1892 في Coles Island, New Brunswick ‏ في كندا، وتوفي في 24 فبراير 1985 في فريدريكتون في كندا. نشط حزبياً في الحزب التقدمي المحافظ في نيو برونزويك ‏. وقد انتخب عضو الجمعية التشريعية لنيو برونزويك ‏ (1952 – 1960).